# Sebastian Schneider (Theologe)
Sebastian Schneider (* 15. Oktober 1963 in Frankfurt am Main) ist ein deutscher katholischer Theologe.  

## Leben
Nach dem Abitur studierte er von 1983 bis 1988 Philosophie und Theologie am Institut Catholique de Paris und an der PTH Sankt Georgen, wo er 1988 das Diplom in katholischer Theologie erwarb. Das Promotionsstudium (1988–1994) bei Norbert Baumert SJ an der PTH Sankt Georgen schloss er 1994 mit der Promotion zum Doktor der Theologie ab. Die DFG förderte ihn von 1995 bis 1997 mit einem Habilitationsstipendium. Von 1997 bis 1999 war Pastoralassistent in der Pfarrei St. Bonifatius, Hofheim am Taunus. Seit 1999 ist er Pastoralreferent in der Pfarrei St. Martinus, Hattersheim. Seit 1999 ist er Religionslehrer an der Heinrich-Böll-Schule in Hattersheim. Die PTH Vallendar habilitierte ihn 2002 und erteilte die venia legendi. Von 2002 bis 2009 war er Privatdozent dort für die Fächer Einleitung AT und Einleitung NT, Exegese NT. Im Oktober 2009 wurde er zum Honorarprofessor für die Fächer Biblische Einleitung und Exegese NT ernannt.

## Publikationen
- Vollendung des Auferstehens. Eine exegetische Untersuchung von 1 Kor 15,51-52 und 1 Thess 4,13-18 (= Forschung zur Bibel. Band 97). Echter, Würzburg 2000, ISBN 3-429-02264-9 (zugleich Dissertation, PTH Sankt Georgen 1994).
- Auferstehen. Eine neue Deutung von 1 Kor 15 (= Forschung zur Bibel. Band 105). Echter, Würzburg 2005, ISBN 3-429-02696-2 (zugleich Habilitationsschrift, PTH Vallendar 2002).